# Societat Patriòtica Barcinonense dels Bons Amics
La Societat Patriòtica Barcinonense dels Bons Amics (març de 1820 - desembre de 1820) fou una societat o associació del moviment polític liberal, amb la finalitat «de beneficència i vigilància constitucional», constituïda a Barcelona durant el Trienni Liberal. El seu principal impulsor fou el frare mexicà Luis Gonzaga Oronoz, que n'ostentà la presidència. Els seus membres s'oferiren per formar el primer batalló de milícies nacionals. El 15 de maig de 1829 aprovà el seu reglament que, en la línia marcada per Jeremy Bentham, emfasitzava la seva capacitat de control sobre el Govern sense exaltacions, com un «observatori prudent i discret» de les opinions i voluntat dels ciutadans. El capità general, el cap polític i alguns dels membres de la Junta Provisional de Catalunya formaren part de la societat patriòtica barcelonina. Com assenyala Jordi Roca Vernet, un dels principals estudiosos del període, «la societat tenia una manera de fer que l'assimilava a l'acadèmia il·lustrada, on l'espontaneïtat i les discussions vehements eren absolutament inapropiades, i l'apropament a la política se solemnitzava pomposament, tractant-la com una disciplina científica». L'estiu de 1820 traslladà la seva seu al col·legi dels carmelites calçats, cap a la part alta de la Rambla.